# الزجاجة النحاسية
الزجاجة النحاسية هي رواية كوميدية صدرت عام 1900 للكاتب البريطاني توماس أنستي غوثري، تحت الاسم المستعار ف. أنستي، وتدور أحداثها حول رجل يوقظ جنيًا. في مراجعة لاحقة أشاد جورج أورويل بالعمل، وأشار إلى مدى قوة تأثيره على عمل ويليام أوبري دارلينجتون عام 1920 "زر آلف". 

## اقتباسات الأفلام
اقتبست الرواية في ثلاثة أفلام، أولها فيلم صامت بريطاني عام 1914 بعنوان "الزجاجة النحاسية"، وفيلم صامت أمريكي عام 1923 بعنوان "الزجاجة النحاسية"، وفيلم صوتي أمريكي عام 1964 بعنوان "الزجاجة النحاسية".

## الفهرس
- جوبل، آلان. الفهرس الكامل للمصادر الأدبية في السينما. والتر دي جرويتر، 1999.